# Georgios Serghides
Georgios A. Serghides (* 28. Juni 1955 in Nikosia) ist ein zyprischer Jurist, Hochschullehrer und Richter am Europäischen Gerichtshof für Menschenrechte.

## Leben und Wirken
Serghides studierte bis zu seinem Diplom 1978 Rechtswissenschaften an der Nationalen und Kapodistrias-Universität Athen. Nach einem Auslandsaufenthalt wurde er mit der in englischer Sprache verfassten Arbeit „Internal and External Conflict of Laws in Regard to Family Relations in Cyprus“ von der University of Exeter im internationalen Privatrecht zum Dr. iur. promoviert. Dieser Promotion folgten noch drei weitere: 1998 an der Universität Athen mit einer griechischen Arbeit über ein international-verwaltungsrechtliches Thema, 2007 an der Universität Thessaloniki mit einer weiteren griechischen Arbeit über ein international-familienrechtliches Thema und 2015 an der Demokrit-Universität Thrakien mit einer verfassungsrechtsvergleichenden Arbeit.
1985 wurde Serghides in Zypern zur Anwaltschaft zugelassen und praktizierte in der Folge dort als Rechtsanwalt. Nebenbei war er bis 1990 als Dozent am privaten Philips College in Zypern tätig. Außerdem wurde er 1986 Mitglied des Komitees zur Wiederherstellung der Menschenrechte in Zypern. 1990 wechselte er als Richter an den Familiengerichtshof von Zypern, dessen Präsident er 1999 wurde. 2000 wurde er Verbindungsrichter Zypern im International Hague Network für Fälle von staatenübergreifender Kindesentziehung. 2006 wurde in dieser Funktion sein Aufgabenbereich auf alle familienrechtlichen Fragestellungen ausgeweitet. Ab 2013 fungierte er auch als zyprischer Verbindungsrichter für Asylangelegenheiten. Neben diesen Funktionen war Serghides in zahlreichen Ausschüssen der Europäischen Union als Vertreter Zyperns tätig. Von 2009 bis 2012 war er zudem als Professor an der Universität Zypern tätig. Außerdem ist er Autor zahlreicher Lehrbücher zum zyprischen und internationalen Recht.
Im Januar 2016 wurde Serghides als Nachfolger von George Nicolaou als Vertreter Zyperns zum Richter am Europäischen Gerichtshof für Menschenrechte gewählt. Er trat seine voraussichtlich bis 2025 dauernde Amtszeit am 18. April 2016 an. Seit dem 7. Mai 2019 ist er außerdem Vizepräsident der Dritten Sektion des EGMR.